# Törpe-zsomboly
A Törpe-zsomboly a Duna–Ipoly Nemzeti Parkban lévő Budai Tájvédelmi Körzetben, a Budai-hegységben található egyik barlang.

## Leírás
Remeteszőlős külterületén, a Remete-hegy tetején, a hegycsúcstól É-ra, kb. 400 m-re, nyílt terepen, kis mellékcsúcs tetején lévő tisztáson, fokozottan védett területen, 410 m tengerszint feletti magasságban található a 2,4×1,7 m-es, természetes jellegű, ovális alakú és függőleges tengelyirányú bejárata. Egyszerűen megközelíthető helyen nyílik. Legegyszerűbben a 157-es busz Budaliget, Géza fejedelem útja megállóhelyétől a kék kereszt turistajelzésen indulva érhető el. A Nagysuty-barlang bejáratától kb. 70 m-re DNy-ra helyezkedik el bejárata.
Kicsi bejáratán át 3 m mély lépcsős aknába lehet jutni, amely könnyen mászható. Az akna É-i oldalában, sziklák között egy fa nő. Triász dolomitban tektonikus hasadék mentén keletkezett korrózió következtében, karsztvízszint alatti oldódással és kifagyásos aprózódás miatt. Az egyszerű térformájú barlang függőleges lejtésviszonyú, amelynek jellemző szelvénytípusa a szabálytalan szelvény. Engedély nélkül, barlangjáró alapfelszerelés nélkül, könnyű sziklamászással bejárható.
2004-ben volt először Törpe-zsombolynak nevezve a barlang az irodalmában.

## Kutatástörténet
2004. augusztus 2-án Borzsák Sarolta szerkesztette meg alaprajz barlangtérképét két hosszmetszettel, amely Borzsák Sarolta és Egri Csaba felmérésén alapul. A barlangtérképlap szerint Nagykovácsin, a 4772-es barlangkataszteri területen helyezkedik el a 3 m hosszú és 2,5 m mély barlang. A 2004. évi nyilvántartólapján az olvasható, hogy a részletesen felmért barlang 3 m hosszú, 3 m függőleges kiterjedésű, 3 m mély és vízszintes kiterjedése 3 m. A barlang közvetlen környezetében kevés, korábbi kutatásokból származó bontási törmelék van. A Duna–Ipoly Nemzeti Park Igazgatóság adatai szerint az M0-s autóút nyugati szektor, 10-es főút – 1-es főút közötti tervezett szakasz B változatának nyomvonala a 89. és a 90. kilométerszelvények között 30 m-re közelíti meg a Törpe-zsombolyt.